# Unterseeboot U-79 (1916)
Pour les autres navires du même nom, voir Unterseeboot 79.
L'Unterseeboot U-79 est l’un des 329 sous-marins servant dans la Kaiserliche Marine pendant la Première Guerre mondiale. L'U-79 a participé à la première bataille de l'Atlantique. Après la guerre, il est transféré à la marine française, renommé Victor Réveille.

## Conception
Les sous-marins de type UE I ont été précédés par les sous-marins de type U-66, plus longs. L'U-79 avait un déplacement de 755 tonnes en surface et de 832 tonnes en immersion. Il avait une longueur de 56,80 m et 46,66 m pour sa coque pressurisée, une largeur de 5,90 m, une hauteur de 8,25 m et un tirant d'eau de 4,86 m. Le sous-marin était propulsé par deux moteurs de 900 ch (660 kW) en surface, et deux moteurs de 900 chevaux (660 kW) en immersion. Il avait deux arbres d'hélice. Il était capable d’opérer à des profondeurs allant jusqu’à 50 mètres.
Le sous-marin avait une vitesse maximale de 9,9 nœuds (18,3 km/h) en surface et de 7,9 nœuds (14,6 km/h) en immersion. Il pouvait parcourir 7880 milles marins (14590 km) à 7 nœuds (13 km/h) en surface et 83 milles marins (154 km) à 4 nœuds (7,4 km/h) en immersion. L'U-78 était équipé de deux tubes lance-torpilles de 50 centimètres (un à l’avant tribord et un à l’arrière tribord), de quatre torpilles et d’un canon de pont de 8,8 centimètres. Il avait un équipage de trente-deux personnes, vingt-huit hommes et quatre officiers.

## Opérations

### Marine impériale allemande
L'U-79 sortit des docks de AG Vulcan à Hambourg en 1916, et rejoignit l’école de Kiel, où il est connu pour avoir été en juillet. Il quitta Kiel pour Wilhelmshaven vers la fin juillet pour rejoindre la 1ère demi-flottille. Il a été mis en service sous le commandement du Kapitänleutnant Jess, qui a été transféré sur l'U-96 et remplacé par le Kaptlt. Rohrbeck en janvier 1917. Rohrbeck fut remplacé par le Kaptlt. Stevogt. 
Entre le 6 et le 26 août 1916, l'U-79 posa 34 mines au large de la côte sud de l’Irlande. Dans la nuit du 19 août, il a tiré sur un navire de service spécial au nord-ouest de l’Irlande. La torpille manqua sa cible. Entre le 26 septembre et le 14 octobre 1916, il posa des mines dans le Firth of Clyde.
Il se dirige vers le large du Portugal via la Manche pour une patrouille entre le 21 décembre 1916 et le 28 janvier 1917. Il coule huit vapeurs et un voilier, et capture le vapeur norvégien Nanna le 24 janvier. Lors de son voyage de retour, en passant par le Canal du Nord, l'U-79 obligea le Nanna à le remorquer jusqu’à la côte danoise, probablement à la suite d’une avarie au moteur qu’il dont il rend compte le 26 janvier.
Le 1er avril 1917, il partit poser des mines dans le détroit d’Inishtrahull, mais ne put terminer sa tâche en raison d’un problème de moteur, et revint le 21 avril. Il effectua trois autres patrouilles de mouillage de mines en 1917. Une est menée au large du Butt of Lewis entre le 6 juin et le 4 juillet. Une autre a lieu dans le détroit de Rathlin et au large de l’île d’Inishtrahull entre le 12 septembre et le 15 octobre. Au cours de cette patrouille, il coule le croiseur cuirassé HMS Drake au large de l’île de Rathlin, le 11 octobre. Conformément à un ordre général du 10 octobre, à son retour il évite la baie d’Heligoland, qui avait été minée par les Britanniques et était en cours de déminage par des dragueurs de mines allemands. Encore une autre patrouille se situe entre le 17 et le 20 décembre, au large des côtes néerlandaises. L'U-79 transite par la baie d’Heligoland au départ et au retour de cette mission. Il repartit pour une mission identique le 1er janvier 1918, mais fut contraint de revenir au port le 5 janvier en raison de problèmes à son compas.
Il effectua un entraînement au large du phare d'Augustenhof, dans la mer Baltique, du 5 au 9 février, avant de partir pour sa patrouille suivante. La date de son départ est incertaine, peut-être le 10 février. Au cours de cette patrouille, il posa des mines au large des Pays-Bas. Il revient le 19 février, évitant à nouveau Heligoland.
Les services de renseignement de la marine britannique (mieux connus sous le nom de Room 40) l’enregistrent à Norderney le 2 mai 1918, et peut-être dans l’Elbe le 9 novembre. Le 21 novembre 1918, il se rend à Harwich.

### Marine française
L'U-79 s’est rendu aux Alliés à Harwich le 21 novembre 1918, conformément aux exigences de l’armistice avec l’Allemagne. Il a été transféré à la France et commissionné sous le nom de Victor Réveille en 1922. Le 23 novembre 1923, il s’échoue à Boulogne-sur-Mer, dans le Pas de Calais. Il a été renfloué, réparé et remis en service.
Placé en réserve en 1930, le bateau est radié le 27 juillet 1935, et condamné deux jours plus tard. Il est vendu le 6 août 1936 à L’Hermitte à Brest pour 70 642 francs, pour être démantelé.

## Affectations
- Flottille I : du 30 juillet 1916 au 11 novembre 1918

## Commandants
- Kapitänleutnant Heinrich Jeß[6] : du 25 mai 1916 au 20 février 1917
- Kptlt. Otto Rohrbeck[7] : du 21 février au 26 octobre 1917
- Kptlt. Otto Dröscher[8] : du 27 octobre au 23 novembre 1917
- Oberleutnant zur See Karl Thouret[9] : du 24 novembre 1917 au 15 avril 1918
- Oblt.z.S. Rudolf (i.V.) Zentner[10] : du 16 avril au 17 août 1918
- Oblt.z.S. Martin Hoffmann[11] : du 18 au 26 août 1918
- Lt.z.S. Rodolphe (i.V.) Haagen[12] : du 27 août au 15 septembre 1918
- Kptlt. Woldemar Petri[13] : du 16 septembre au 14 octobre 1918
- Oblt.z.S. Kurt Slevogt[14] : du 15 octobre au 11 novembre 1918

## Navires coulés
| Date              | Nom               | Nationalité    | Tonnage | Destin.             |
| ----------------- | ----------------- | -------------- | ------- | ------------------- |
| 14 septembre 1916 | Counsellor        | United Kingdom | 4958    | Coulé               |
| 26 décembre 1916  | Johan             | Danemark       | 828     | Coulé               |
| 27 décembre 1916  | Copsewood         | United Kingdom | 599     | Coulé               |
| 27 décembre 1916  | Ida               | Norvège        | 1300    | Coulé               |
| 30 décembre 1916  | Danmark           | Danemark       | 1875    | Coulé               |
| 1 janvier 1917    | Laupar            | Norvège        | 1407    | Coulé               |
| 2 janvier 1917    | Older             | Norvège        | 2256    | Coulé               |
| 3 janvier 1917    | Angela            | Italy          | 2422    | Coulé               |
| 3 janvier 1917    | Valladares        | Portugal       | 124     | Coulé               |
| 4 janvier 1917    | Chinto Maru       | Japon          | 2592    | Coulé               |
| 10 janvier 1917   | Brookwood         | United Kingdom | 3093    | Coulé               |
| 24 janvier 1917   | Nanna             | Norvège        | 1125    | Capturé comme prise |
| 14 juin 1917      | Carthaginian      | United Kingdom | 4444    | Coulé               |
| 22 juin 1917      | Maggie            | Norvège        | 1118    | Coulé               |
| 23 juin 1917      | HMT Corientes     | Royal Navy     | 280     | Coulé               |
| 26 juin 1917      | HMT Charles Astie | Royal Navy     | 295     | Coulé               |
| 26 juin 1917      | Serapis           | United Kingdom | 1932    | Coulé               |
| 30 juin 1917      | Bröderna          | Suède          | 39      | Coulé               |
| 30 juin 1917      | Lancaster         | Suède          | 77      | Coulé               |
| 30 juin 1917      | Preceptor         | Suède          | 55      | Coulé               |
| 13 août 1917      | Camito            | United Kingdom | 6611    | Endommagé           |
| 2 octobre 1917    | HMS Brisk         | Royal Navy     | 790     | Endommagé           |
| 2 octobre 1917    | HMS Drake         | Royal Navy     | 14300   | Coulé               |
| 2 octobre 1917    | Lugano            | United Kingdom | 3810    | Coulé               |
| 23 octobre 1917   | HMT Earl Lennox   | Royal Navy     | 226     | Coulé               |
| 12 janvier 1918   | Caledonia         | Pays-Bas       | 863     | Endommagé           |
| 15 janvier 1918   | Westpolder        | Pays-Bas       | 749     | Coulé               |